# دكتور في الصيدلة
دكتوراه في الصيدلة (بالإنجليزية: PharmD)‏ هو درجة دكتوراه مهنية في مجال الصيدلة، وهو برنامج أكاديمي يستغرق بضعة سنوات (حسب الدولة) ويمكن الحصول عليه عقب التخرج ولا تشترط درجات علمية مسبقة، وهي تختلف كلياً عن درجة دكتوراه الفلسفة في العلوم الصيدلية PhD وهو برنامج أكاديمي مختلف والذي يشترط الحصول على الماجستير وشروط أخرى.
في بعض البلدان يعتبر الدرجة المهنية الأولى، وشرط لمنح التراخيص لممارسة مهنة صيدلي. أنشئ أول برنامج دكتور صيدلة في جامعة جنوب كاليفورنيا للصيدلة University of Southern California School of Pharmacy في لوس انجلوس كاليفورنيا في عام 1950.

## أفريقيا

### الجزائر
في الجزائر، درجة دكتور في الصيدلة حلت محل دبلوم الصيدلة في عام 2011، حيث كانت المرة الأولى التي تدرس فيها مفاهيم الصيدلة السريرية والرعاية الصيدلانية.

### غانا
في الوقت الحالي، دكتور الصيدلة في غانا هو تخصص لمدة 6- إلى 7 سنوات والذي بدأ في العام الدراسي 2012/2013 من قبل Kwame Nkrumah University of Science and Technology مما يؤدي إلى منح دكتوراه في الصيدلة وترخيص للعمل كصيدلي. الحصول على مجموع 06 في نتائج (WASSCE) تعتبر النتيجة المقبولة.

### كينيا
تقدم جامعة نيروبي University of Nairobi برنامج تعليم صيدلاني يمتد من 6-8 سنوات. خلال 4 سنوات الأولى، يركز الطلبة على دراسة العلوم الصيدلانية. وتعتبر السنتين الأخيرتين للإقامة السريرية والتي يقوم بها الطلاب بممارسة الصيدلة السريرية في مختلف المستشفيات وصيدليات المجتمع قبل تخرجهم.

### المغرب
دكتور صيدلة هو برنامج مقدم حاليا في كلية الطب والصيدلة بالرباط Faculty of Medicine and Pharmacy of Rabat  وكلية الطب والصيدلة بالدار البيضاء Faculty of Medicine and Pharmacy of Casablanca .

### نيجيريا
في الوقت الحاضر، جامعة بنين The University of Benin، مدينة بنين، ولاية ايدو هي المؤسسة الوحيدة التي تقدم درجة دكتوراه في الصيدلة (دكتور صيدلة) حيث بدأت في عام 2001. وهو برنامج بكالوريوس لمدة ست سنوات. قبل بدء البرنامج، عرضت الجامعة برنامج شهادة البكالوريوس في الصيدلة بدرجة بكالوريوس لمدة خمس سنوات والذي بدأ في عام 1970 ولكن تم التخلص منه تدريجيا في عام 2008. ففي برنامج دكتور صيدلة، يتم إعطاء الطلبة تحضيرات وإعدادات سريرية مهنية تعليمية واسعة بالإضافة إلى التدريب السريري في الرعاية الصيدلانية في مستشفيات مختلفة في المدينة.تصورت كلا من الوكالة التنظيمية الحكومية للتعليم الصيدلي والتدريب والممارسة، ومجلس الصيادلة في نيجيريا (PCN)، والهيئة المهنية الوطنية للصيادلة، والجمعية الصيدلانية النيجيرية (PSN) في المستقبل القريب أن درجة دكتور صيدلة ستصبح المؤهل العلمي الأدنى للخريجين الجدد من مدارس الصيدلة النيجيرية ليكونوا مسجلين/ مرخصين لمزاولة مهنة الصيدلة في البلاد.

### جنوب أفريقيا
منذ عام 2006، دكتور صيدلة هو تخصص في الدراسات العليا تقدمه جامعة Rhodes University.

### تونس
برنامج دكتور صيدلة متاح في تونس منذ عام 1975 .

## آسيا

### بنغلاديش
في الوقت الحاضر يتم تقديم الشهادة المهنية مدة خمس سنوات في مختلف الجامعات الحكومية في بنغلاديش. في السابق، كانت الصيدلة تدرس لمدة أربع سنوات (التخرج) وسنة واحدة (بعد التخرج) وهي مقدمة في العديد من الجامعات في بنغلاديش. يتم تدريس المواد الدراسية باللغة الإنجليزية. وكذلك الكتب المدرسية، والامتحانات، والدراسات باللغة الإنجليزية. وهذه الجامعات هي:
University of Dhaka 1964منذ عام، Jagannath University , Jahangirnagar University 1982منذ عام، University of Chittagong, Rajshahi University, Khulna University, Jessore University of Science & Technology and Noakhali Science & Technology University.
و كل هذه الجامعات هي جامعات حكومية. وهناك أيضا 20 جامعة خاصة في بنغلاديش تقدم التعليم الصيدلاني. من بينها
BGC Trust University Bangladesh (BGCTUB), Southeast University (SEU), East West University, Daffodil International University , University of Science and Technology Chittagong (USTC), Stamford University Bangladesh (SUB), Manarat International University (MIU), The University of Asia Pacific, International Islamic University Chittagong, North South University, Northern University Bangladesh, ASA University Bangladesh (ASAUB) and University of Development Alternative (UODA)
و هذه الجامعات هي الأعلى في تصنيف الجامعات الخاصة وهي الأفضل للطلبة الذين يدرسون من المنزل والطلاب في الخارج.و يتم اكمال بكالوريوس الصيدلة في 4 سنوات وماجستير الصيدلة في سنة واحدة. مجلس الصيدلة في بنغلاديش (PCB) هو هيئة التنظيم المهنية للصيادلة في بنغلاديش.

### الهند
أدخلت الحكومة الهندية ومجلس الصيدلة الهندي برنامج دكتور صيدلة في الهند في عام 2008 . وبرنامج دكتور صيدلة هو ما قبل الدكتوراه، أي الدراسات العليا في الدكتوراه المهنية. وقد تم إدخاله لتحسين الخدمات الصيدلانية السريرية في الهند وهو الخدمة الصيدلانية الوحيدة التي على اتصال مباشر مع نظام الرعاية الصحية للمرضى. الدفعة الأولى من طلاب دكتور صيدلة بعد البكالوريا تخرج في أغسطس 2011. ودرجة دكتور في الصيدلة تتطلب خمس سنوات من الفصول الدراسية ودراسة تعليمية مستندة على المستشفى (سنتان تعليميتان ما بعد البكالوريا)، تليها سنة واحدة من التدريب بالإضافة إلى أعمال تطبيقية مستمرة والمشاريع البحثية.
بالرجوع إلى توضيح أهلية الدكتور الصيدلي</ref> With reference to Clarification on Pharm.D qualification, أوضح إلى جميع الجامعات أن دكتور صيدلة هو درجة احترافية تفوق درجة البكالوريوس والطلبة الذين أنجزوا وتخرجوا منه يستطيعون التسجيل مباشرة لبرنامج الدكتوراه وذلك اعتبارا من عام 2012 , وبالتالي يكون المجموع 10 سنوات.

### نيبال
بدأت نيبال برنامج دكتور صيدلة في عام 2010 في قسم الصيدلة، جامعة Kathmandu University، Dhulikhel، Kavre والذي يستمر لمدة ثلاث سنوات ما بعد البكالوريا. وهذه الدفعة الأولى في نيبال التي تسعى للدرجة. والتي تشارك حاليا في سنة تدريبية في مختلف المستشفيات التعليمية في نيبال. ويلتحق الطلاب في Manipal Teaching Hospital، Pokhara , College of Medical Sciences Bharatpur و KIST medical College, فيLalitpur لتدريبهم لسنة واحدة. وقد ألحقت Kathmandu University الدفعتين التاليتين للمزيد من المواصلة والاستمرار في برنامج دكتور صيدلة.

### باكستان
مجلس الصيدلة في باكستان (PCP) هو هيئة التنظيم المهنية للصيادلة في باكستان. وقد تم تسجيل ما مجموعه 34 جامعة (18 للقطاع العام و 16 جامعات خاصة) مع المجلس لمنح برنامج دكتور صيدلة، و 13 معهد لبرنامج فني الصيدلة، وحوالي 18 معهداً حصل على شهادة عدم ممانعة (NOC) للبدء ببرنامج دكتور صيدلة. في وقت سابق (قبل عام 2003) كانت درجة الصيدلة تحتاج 4 سنوات جامعية (بكالوريوس في الصيدلة) وركزت أساساً على صناعة الأدوية والمستحضرات الصيدلانية ولكن في وقت لاحق في عام 2004 أعدت لجنة التعليم العالي في باكستان ومجلس الصيدلة في باكستان بالتعاون معاً المناهج وغيرت برنامج بكالوريوس في الصيدلة لبرنامج دكتور صيدلة. دكتور صيدلة (دكتوراه في الصيدلة) عبارة عن درجة مهنية في باكستان لمدة 5 سنوات. متطلبات القبول لدكتور صيدلة هي 12 عاما من الدراسة أو شهادة ثانوية عليا في مواضيع ما قبل الطب (علم الأحياء، الكيمياء، الفيزياء إلخ.) أو A-levels في مواضيع مشابهة. اجتياز اختبار القدرات إلزامي للحصول على قبول في برنامج دكتور صيدلة. وبالمقارنة مع بكالوريوس في الصيدلة، دكتور صيدلة هو برنامج أكثر سريرية وذو منحنى بحثي أكثر مشروع أو دراسة بحثية بدرجة الماجستير يتم إنهائه من قبل الطلاب خلال السنة الأخيرة من دكتور صيدلة.
بعض معاهد الصيدلة تعاونت مع المستشفيات لتوفير التدريب السريري خلال السنوات المهنية الرابعة والخامسة. منها The Islamia University of Bahawalpur . وفي عام 2008، كانت أول دفعة قد أكملت برنامج دكتور صيدلة. تم تنقيح المنهاج مرة أخرى في عام 2013 من قبل لجنة مشتركة هي لجنة الدراسات العليا (HEC) ومجلس الصيدلة في باكستان (PCP) للحد من العبء على الطلاب فضلاً عن تعزيز المهارات المهنية الأساسية للصيادلة الشباب. وفقا لهذه المبادئ التوجيهية ولإكمال السنة المهنية الخامسة، مطلوب من خريج الصيدلة الخضوع للتدريب وذلك من خلال الإقامة لمدة سنة واحدة في أي منطقة عوضاً عن التدريب المهني في السنة الرابعة؛ ويمكن أن يقوم بهذا التدريب في مستشفى عام أو خاص، مجال صناعة الأدوية، صيدلة المجتمع، التسويق الصيدلاني وفي البحوث والتنمية والصحة العامة المعترف بها من قبل مجلس الصيدلة في باكستان.و الهدف من الإقامة هو للخضوع لتدريب مخطط له وممارسة الصيدلة تحت إشراف صيدلي مسجل. وأصبحت مدة برنامج دكتور الصيدلة 6 سنوات بدلًا من 5 سنوات وفقا للمبادئ التوجيهية لللجنة المشتركة والتي بدأ تنفيذها منذ عام 2012. لإكمال برنامج دكتور صيدلة تحتاج إلى 6 سنوات.

### الفلبين
في الفلبين، جامعة Centro Escolar University وجامعة University of Makati هما الوحيدتان اللتان تقدمان درجة دكتور في الصيدلة. والذي يتطلب الانتهاء من 52 وحدة من العمل الرسمي و 36 وحدة من العمل السريري تقام في مركز ماكاتي الطبي Makati Medical Center. هذه الدرجة تستغرق سنتين ما بعد البكالوريا متاحة للصيادلة المرخصين في الفلبين.

### تايلاند
في تايلاند تأسس المنهج الأول لبرنامج دكتور في الصيدلة (الرعاية الصيدلانية) في آسيا في كلية العلوم الصيدلية، Naresuan University في عام 1992.

## أوروبا

### جمهورية التشيك وسلوفاكيا
في كلا البلدين، يمكن الحصول على دبلوم دكتور صيدلة من قبل الصيادلة الذين تخرجوا سابقا (الماجستير) مع العلم أن (الدراسة الجامعية للصيدلة تستغرق 5 سنوات). ويجب على المتقدمين المدافعة عن بحث أو رسالة علمية تجريبية، واجتياز امتحان صارم. ولقب دكتور صيدلة يعتبر رفيع المستوى وتتم كتابته أمام الاسم. وهو مختلف عن شهادة الدكتوراه والتي يحصل عليها بعد التخرج.

### فرنسا
في فرنسا، دراسة دكتور صيدلة يكون فقط من خلال امتحان تنافسي يحدث في نهاية السنة الأولى من الدراسات الصحية. معظم المرشحين حاصلين على البكالوريا العلمية من ما يعادل المدارس الثانوية (مدرسة الليسيه) (lycée). في حالة الفشل، فمن الممكن إعادة المحاولة مرة واحدة. نسبة النجاح السنوية تعتمد على رقم numerus clausus الحالي للجامعة (وهو طريقة لحصر عدد الطلبة الذين ممكن أن يدرسوا في الجامعة) وعدد أو الطلبة المسجلين، وتتراوح من 10- 30% مع العلم أن المتقدمين للمرة الثانية تكون فرصة نجاحهم أفضل بثلاث أو أربع مرات من الطلاب المتقدمين للمرة الأولى.
و من أجل الحصول على دبلوم «دكتور صيدلي»، فإن مدة الدراسة تدوم مدة لا تقل عن 6 سنوات أو 9 سنوات للطلاب الذين يختارون الإقامة (صيدلية المستشفى أو البيولوجيا الطبية). وليكون أكثر تحديدا وانتقائية فإنه يمكن الحصول عليه من خلال امتحان تنافسي آخر. بحيث أنه يستمر لمدة أربع سنوات وثم يعطي دبلوما اختصاص آخر مثل ما في الطب (دبلوم الدراسات المتخصصة) (DES for "diplôme d'études spécialisées"). يجب على الطلاب التخصص عند دخول السنة الخامسة، والاختيار بين مجال تحضير الأدوية أوالصناعة الدوائية أو الإقامة في المستشفى. في أي حال، خلال السنة الخامسة لمدة 12 شهرا بدوام جزئي هنالك تدريب إلزامي في المستشفى، على الرغم من وجود المرونة للطالب عند اختيار الصناعة الدوائية.
السنة السادسة في مجال الصناعة في العادة تكرّس للمزيد من التخصص مع مهني سابق حاصل على درجة الماجستير أو بحث سابق بدرجة الماجستير مع التدريب.
و في فرنسا ومنذ التنسيق بينها وبين الاتحاد الأوروبي في سبتمبر 2005، الطالب الذي يختار اتجاه صناعة/ بحوث لديه فترة 6 أشهر بدوام جزئي في المستشفى للتدريب، و3-6 أشهر من التدريب بدوام كامل في صناعة المستحضرات الصيدلانية أو مختبر البحوث.

### هنغاريا
يحصل الصيادلة هنا على درجة الماجستير بعد خمس سنوات من الدراسة. حيث أنه في السنة الخامسة، يجب على الطلاب الخضوع للتدريب المهني، الذي يستمر لمدة شهرين بالإضافة إلى شهرين في (الخريف والربيع) في صيدلية عامة وشهر واحد في المستشفى. في نهاية هذه الفترة، يجب اجتياز الطالب لامتحان على مستوى البلاد ليحق له قانونيا مزاولة مهنة الصيدلة، بعد الحصول على ترخيص عمل الصيدلي. ووفقا للقانون الجديد في عام 2008، وهو صالح من عام 2009، جميع الصيادلة، الذين حصلوا على درجة الماجستير في الصيدلة، يحق لهم الحصول على دكتور في الصيدلة.

### إيطاليا
من أجل الحصول على دبلوم «دكتور صيدلي»، فإن الطالب يقوم بالدراسة لمدة لا تقل عن 5 سنوات أو 9 سنوات للطالب الذي اختار الإقامة في (صيدلية المستشفى، البيولوجيا الطبية) أوعلم الأدوية. تستمر الدرجة المهنية في الصيدلة 5 سنوات، منها 6 أشهر تدريب مهني في صيدلية عامة أو مستشفى.في نهاية هذه الفترة، يجب على الطالب اجتياز امتحان وطني ليحق له قانونيا مزاولة مهنة الصيدلي. والاشتراك في «نقابة الصيادلة»، مطلوب من أجل العمل في الصيدليات الخاصة والعامة أوالمستشفيات. وغير مطلوب إذا كان الصيدلي يعمل في شركة أدوية.

### هولندا
تعليم الصيادلة في هولندا يتطلب ما لا يقل عن ست سنوات من الدراسة الجامعية. وقد أدى التنسيق مع الاتحاد الأوروبي إلى تقسيمها إلى ثلاثة سنوات بكالوريوس وثلاث أخرى ماجستير. ومع ذلك فإن لقب البكالوريوس، لا يستخدم مهنياً. يعتبر الهولنديون أن درجة الماجستير الحالية في الصيدلة تماثل لقب دكتور صيدلة المستخدم في الولايات المتحدة الأمريكية. قبل التنسيق تم إلغاء السنوات الأربع في ماجستير العلوم مقابل سنتين إضافيتين من التعليم الجامعي من أجل التحضير الصيدلاني.و من أجل أن تصبح صيدلاني في المستشفى يجب إنهاء أربع سنوات إقامة بعد ذلك.

### البرتغال
في البرتغال، تتمثل دراسة الصيدلة في 4 سنوات من التعليم الأساسي، و 5 سنوات في مدرسة إعدادية، وثلاث سنوات من الدراسة الثانوية، حيث بعد ذلك يخضع الطالب لإمتحانات وطنية. هذه العملية هي نفسها لأي تخصص يختاره الطالب من الطب إلى الهندسة. يأخذ الطالب درجة الماجستير في العلوم الصيدلية (أي ما يعادل دكتور صيدلاني) في واحدة من 9 كليات الصيدلة الخاصة بهم مع الأخذ بعبن الأعتبار numerous clausus للكلية (وهو طريقة لحصر عدد الطلبة الذين ممكن أن يدرسوا في الكلية) التي تضم دراسة صارمة لمدة ستة سنوات (5 سنوات مع توافق التدريس في الاتحاد الأوروبي). وبعد الانتهاء يتم إطلاق لقب دكتور صيدلاني. ثم يمكن للخريج الانخراط في المؤسسة التنظيمية لمهنة الصيدلي في البرتغال وتسمى «الجمعية الصيدلانية البرتغالية». وبعد الالتحاق يصدر لقب صيدلي. وبعد ذلك، يمكن للصيادلة بدء حياتهم المهنية في عدد لا محدود من المجالات المهنية التي تتراوح من صيدليات المجتمع، وتطوير الأدوية، والبحوث الأساسية أو التطبيقية، والتكنولوجيا الحيوية إلى مجالات مثل علوم الطب الشرعي، وعلم السموم، والشؤون التنظيمية، التحليل السريري، وإنفاذ القانون (الشرطة العلمية)، وعلم الأغذية، وتسويق الأدوية والسلطات التنظيمية وأساتذة الجامعات، الخ. يمكن للصيدلي أيضا الاختيار ليصبح متخصص في أحد المجالات التالية: الصناعة الدوائية والشؤون التنظيمية، أو العمل في صيدلية المستشفيات، والتحليلات السريرية. ويتطلب كل تخصص برنامج دراسة مهني لمدة 5 سنوات إضافية يسترشد بها بمعلم خاص في مجال المعرفة. هذا التدريب يتضمن تقييمات منتظمة من نقابات مهنية، كما يتطلب تقديم امتحان في نهاية تدريب ال 5 سنوات. بعد النجاح بالامتحان، يصبح الصيدلاني مختصاً في المجال الذي اختاره.

### إسبانيا
في إسبانيا، دراسة الصيدلة يمكن الوصول إليها بعد الانتهاء من خمس سنوات ونصف من كلية الجامعة (مع 6 أشهر على الأقل من البدء في ممارسة الصيدلة). وحاملوا درجة بكالوريوس الصيدلة في إسبانيا (ما يعادل دكتور صيدلي) هم من يسمح لهم بممارسة مهنة الصيدلة. لتصبح صيدلي مستشفى يجب الخضوع إلى عملية التحديد (عملية الاختيار الوطنية المعروفة ب (FIR لبدء فترة الإقامة الصيدلانية للتدريب المهني وذلك خلال 4 سنوات إضافية (بما في ذلك سنة كاملة من الممارسة السريرية المتقدمة في أجنحة طبية مختلفة). ويسمح للصيادلة المتابعة بالعمل الأكاديمي من خلال التسجيل في برامج الماجستير والدكتوراه في العديد من المجالات العلمية (التكنولوجيا الصيدلانية، حرائك الأدوية والصيدلة الحيوية والعلوم الطبية الحيوية، ومستحضرات التجميل والصناعة الدوائية والكيمياء الصيدلانية والعضوية، والكيمياء الفيزيائية، علوم الأغذية، وعلم الأدوية، وعلم السموم، والصحة العامة، وما إلى ذلك). الماجستير عادة ما تستغرق من سنة إلى سنتين والدكتوراه ما لا يقل عن 4 سنوات.
باختصار، في إسبانيا درجة الصيدلة للمبتدئين تستغرق 5 سنوات والتخصص في صيدلية المستشفى يحتاج تسع سنوات ونصف من التعليم و / أو التدريب. يدفع للمقيمين في صيدلية المستشفى خلال فترة إقامتهم. وهناك إقامات أخرى متاحة للصيادلة مثل الأحياء الطبية، الكيمياء الحيوية السريرية، وعلم المناعة، علم الأحياء الدقيقة، صيدلة المشعات، تحليل المستحضرات الصيدلانية، والصيدلة الصناعية والتي تدوم من 2-4 سنوات. الصيادلة عادة ما يعملون كمندوبين (عيادة خاصة)، أو صيادلة المستشفيات وصيادلة الرعاية الصحية الأولية، أو علماء الأحياء الطبية، أو العلماء (مؤسسات البحوث الطبية الحيوية الخاصة والعامة)، أو أساتذة الجامعات (الصيدلة، الطب، علم الأحياء، علوم الأغذية والكيمياء الحيوية والطب البيطري، التمريض، وما إلى ذلك)، أو كفنيين أو مدراء تنفيذيين (شركات الأدوية والتكنولوجيا الحيوية والمؤسسات الحكومية).

## الشرق الأوسط

### إيران
في عام 1930 غيرت جامعة طهران درجة الصيدلة من الماجستير إلى الدكتوراه، وتمت زيادة مدة الدراسة إلى 5 سنوات. يحتاج الخريجين إلى تقديم ومناقشة أبحاث في مختلف مجالات الصيدلة، وهذا يضيف سنة أخرى لدراستهم، وعادة بعد 6 سنوات يمكن للطلاب التخرج كدكتور في الصيدلة. كانت درجة الماجستير في الصيدلة متاحة في جامعة طهران منذ عام 1926.

### الأردن
في الأردن. يتم تقديم تخصص دكتور صيدلة من قبل الجامعة الأردنية وجامعة العلوم والتكنولوجيا الأردنية على المستوى الجامعي. وينبغي عدم خلط هذا التخصص مع تخصص البكالوريوس في الصيدلة على الرغم من أن كلا التخصصين ما زالا يقدمان لهذا اليوم. فعلى الطلاب من أجل الحصول على درجة دكتور في الصيدلة إكمال 5 سنوات أكاديميا وسنة واحدة من الممارسة السريرية. ويقدم هذا البرنامج في الجامعات الحكومية فقط: في الجامعة الأردنية وجامعة العلوم والتكنولوجيا الأردنية. الجامعة الأردنية تدعو هذه الدرجة بكالوريوس دكتور في الصيدلة، والتي تمنح بعد الانتهاء بنجاح من 216 ساعة معتمدة. وكذلك الأمر بالنسبة لجامعة العلوم والتكنولوجيا الأردنية.

### لبنان
في لبنان، أول من حصل على درجة دكتور في الصيدلة كانوا 19 طالبًا خريج في عام 1992 من كلية الصيدلة في الجامعة اللبنانية (بناء على قرار الحكومة اللبنانية). تم تأسيس البرنامج لأول مرة من قبل الدكتور أنور بخازي Dr. Anwar Bikhazi، وهو خريج صيدلة من الجامعة الأميركية في بيروت وحاصل على درجة الدكتوراه من جامعة ميشيغان. واعتمد برنامج دكتور صيدلة الذي مدته 6 سنوات دراسية في الجامعة اللبنانية مناهج الولايات المتحدة لدكتور الصيدلة وللتدريب. والالتحاق في التخصص تنافسي للغاية مع متوسط معدل القبول من 20٪ من المتقدمين. وهذا واحد من برامج دكتور صيدلة الرائدة في منطقة الشرق الأوسط، والذي أعقبته برامج أخرى مماثلة في لبنان والدول المجاورة، مثل تلك التي توفرها الجامعة اللبنانية الأميركية وجامعة بيروت العربية. ومن برامج الصيدلة الرائدة الأخرى هو درجة دكتور صيدلة لمدة خمس سنوات مقدم من Saint Joseph University

### قطر
في قطر، درجة الصيدلة تقدّم من كلية الصيدلة الجديدة في جامعة قطر. حيث أنه تم قبول الطلاب في برنامج البكالوريوس لمدة 5 سنوات الذي بدأ في عام 2007. سوف يتم قبول الطلبة في السنة الأخيرة من برنامج دكتور صيدلة الذي مدة دراسته 6 سنوات في عام 2011 . وفقًا لذلك، من المتوقع أن تكون أول دفعة خريجين لبرنامج دكتور الصيدلة في عام 2012 . البرنامج يعتمد المنهاج الكندي وتلقّى الاعتمادية في وقت مبكر من قبل المجلس الكندي لاعتماد برامج الصيدلة (CCAPP) في فبراير 2009 . وكان هذا أول برنامج خضع للإستعراض وحصل على الاعتمادية الكندية.

### المملكة العربية السعودية
بدأ في عام 2001 في جامعة الملك عبد العزيز، ثم في عام 2005 في كلية ابن سينا الأهلية، ثم في 2006 في جامعة الملك فيصل، ثم عام 2007 في جامعة القصيم.في عام 2008، كلية الصيدلة في جامعة الملك سعود في الرياض، كلية الصيدلة في الخرج، وجامعة الطائف، وفي عام 2009 في كلية المعرفة بدأ برنامج دكتور صيدلة. ومدة التخصص في المملكة العربية السعودية هي ست سنوات في المجموع، بما في ذلك سنة دراسية واحدة تكون ممارسة سريرية .
ووفقًا للجنة السعودية للتخصصات الصحية، إذا تخرج الطالب مع (الحد الأدنى ست سنوات) درجة دكتور صيدلة، فإن الخريج لديه فرصة لمواصلة تطوير نفسه. ويمكن تحقيق ذلك عن طريق أخذ برنامج معتمد للإقامة التدريبية والذي تكون مدته سنة واحدة على الأقل (أي ما مجموعه سبع سنوات، كحد أدنى). عند الانتهاء من برنامج الإقامة ودكتور صيدلة بنجاح، يمكن للخريج التقدم بطلب للحصول على تعادل المهنية (أي ما يعادل فقط من الناحية العملية) إلى درجة الماجستير في الصيدلة.
يتم تقديم شهادة دكتور صيدلة الآن تقريباً من جميع كليات الصيدلة في المملكة العربية السعودية. وهذه فترة انتقالية حيث ستحل محل البكالوريوس التقليدي للصيدلة في المستقبل القريب، ودرجة البكالوريوس القديمة .

### الإمارات العربية المتحدة
برنامج دكتور صيدلة بدأ في عام 2008 من قبل كلية الصيدلة، في جامعة الخليج الطبية، عجمان .أول جامعة في دولة الإمارات العربية المتحدة تقدّم برنامج دكتور الصيدلة بعد موافقة وزارة التعليم العالي والبحث العلمي في الإمارات العربية المتحدة. هذا المساق هو درجة ممارسة متقدمة متخصصة في الممارسة السريرية المتقدمة. برنامج دكتور صيدلة يكون لمدة خمس سنوات ونصف جامعية لخريجي المدارس الثانوية وثلاث سنوات لخريجي بكالوريوس الصيدلة . كجزء من المساق تقدم الكلية تدريب تعريفي في صيدلية مجتمع وتدريب متقدم في الممارسة الصيدلانية التجريبي تتضمن زيارات دورية سريرية وتخصّصية متعددة. هذا البرنامج مقدّم للطلاب الذين أنهوا 12 سنة دراسية وقدموا ال A level البريطاني (المؤهّل لإنهاء الدراسة المدرسية), الصف 12 أو ال 12 المعياري (النظام الهندي) مع الفيزياء والكيمياء والأحياء . الطلاب الحاصلون على شهادة اختبار اللغة الإنجليزية كلغة أجنبية (TOEFL) أو (IELTS) مؤهلون للتقديم. وخريجي دكتور صيدلة يمكنهم تأمين عمل كصيادلة سريريين في المستشفيات، صيادلة مجتمع في سلاسل المستودعات الصيدلانية الكبرى، وفي شركات التأمين الطبي، وفي منظمات البحوث السريرية والصناعات الدوائية. وبعد الإتمام، طلاب دكتور صيدلة يمكنهم متابعة المزيد من التعلم للحصول على الماجستير أو الدكتوراه. دفعتان من الطلاب قد تخرجوا بنجاح بعد برنامج دكتور في الصيدلة.

## أمريكا الشمالية

### كندا
حاليا في كندا، بكالوريوس الصيدلة (وليس دكتور الصيدلة) هو الحد الأدنى للمؤهلات المطلوبة لممارسة مهنة الصيدلة. ويقدم برنامج دكتور الصيدلة في كندا باللغتين الإنجليزية والفرنسية، وكشهادة مهنية احترافية أو كشهادة دراسات عليا. وعلى الطلبة المسجلين في تخصص دكتور صيدلة أن يكونوا قد تخرجوا من (المجلس الكندي لاعتماد برامج الصيدلةCCAPP) أو مدرسة ACPE (مجلس الاعتماد لتعليم الصيدلةACPE) لديها نظام تعليم معتمد أو يجب أن يكونوا قد اجتازوا الامتحانات المؤهلة والتقييمية من قبل (البورد الكندي لفحص الصيدلة PEBC).
اعتبارا من عام 2007، تخصص دكتور صيدلة باللغة الفرنسية مقدّم في جامعة مونتريال Université de Montréal ، واعتبارا من عام 2011، في Université Laval . كانت جامعة مونتريال أول جامعة كندية تقدم دكتور الصيدلة بمثابة الشهادة المهنية الأولى بدلاً من بكالوريوس الصيدلة . وفي عام 2013 سوف تقدم جامعة ألبرتا University of Alberta برنامج دكتور صيدلة كدرجة مهنية، ويتطلّب بكالوريوس صيدلة للقبول في البرنامج . وقامت جامعة تورنتو University of Toronto باستبدال مناهج بكالوريوس الصيدلة ليحل محله منهاج دكتور الصيدلة في عام 2011، وتمت الموافقة في عام 2013.
وتقدّم أيضا درجة دكتور صيدلة كدرجة دراسات عليا في جامعة كولومبيا البريطانيةthe University of British Columbia ، وجامعة تورنتو University of Toronto . ومع ذلك، بحلول عام 2020، معظم، إن لم يكن جميع مدارس الصيدلة الكندية، ستغير برامج بكالوريوس الصيدلة المهنية التي تمنح للخريجين إلى برنامج دكتور الصيدلة وذلك من أجل مواصلة التوسع والتغيير . وما إن يحصل هذا التغيير لن تعود جامعة كولومبيا البريطانية ((UBC لتقدم برنامج دكتور الصيدلة كسنتين منفصلتين كما هو حاليا .
في 23 يناير، 2013، وافقت حكومة أونتاريو على إدخال ممارسة برنامج دكتور صيدلة في جامعة تورنتو University of Toronto وجامعة واترلو University of Waterloo. ولذلك سيكون خريجوا عام 2015 الدفعة الأولى في إطار هذا البرنامج الجديد لتخصص دكتور صيدلة .

### الولايات المتحدة
الصيدلة هي علم صحة، والمهنة التي تخلط بين الكيمياء، والبيولوجيا، وعلم التشريح، وعلم وظائف الأعضاء والعلوم الطبية الحيوية الأخرى معاً . تدار ممارسة الصيدلة في الولايات المتحدة من قبل أفراد متعلمين بشكل مناسب ولديهم الرخصة المكلفة بضمان الاستخدام الفعال والآمن للأدوية المستخدمة في جميع جوانب الرعاية للمرضى . في الولايات المتحدة، دكتوراه في الصيدلة (دكتور صيدلة.) هو دبلوم دراسات عليا توفر فرص في مجال البحوث، والتعليم، والممارسة السريرية، والصناعة، والتصنيع، والمجال العدلي، والعديد من المجالات الأخرى .
بعد استكمال الشروط المطلوبة أو الحصول على درجة البكالوريوس ، يكمل الطلاب 4 سنوات أخرى في كلية الصيدلة، (2-4 سنوات من الدراسة الجامعية + برنامج الدكتوراه المهنية 4 سنوات = إجمالي 6-8 سنوات، ونظرا لتسارع بعض مدارس الصيدلة أصبحت سنوات الدراسة هي 5-7 سنوات فقط (2-4 سنوات الجامعية + 3 سنوات الدكتوراه المهنية). معظم المدارس تطلب من الطلاب إجراء اختبار القبول  (PCAT) وإكمال 90 ساعة من الدورات الدراسية الجامعية في العلوم، والرياضيات، والإنشاء، والعلوم الإنسانية قبل الدخول إلى برنامج دكتور صيدلة. نظراً لمتطلبات القبول الواسعة وطبيعة المنافسة الشديدة في هذا المجال ، العديد من طلاب الصيدلة يكملون درجة البكالوريوس قبل دخول كلية الصيدلة.
الجدول الزمني المقدر: 4 سنوات جامعية + 3-4 سنوات دكتوراه في الصيدلة = مجموع 7-8 سنوات للحصول على درجة دكتور صيدلة . درجة الدكتوراه في الصيدلة (دكتور صيدلة) المعتمدة من مجلس الاعتماد لتعليم الصيدلة (ACPE) هي حالياً الدرجة الوحيدة المقبولة من قبل مجلس تعاون الصيدلة الوطني (NABP) ليكون الشخص مؤهلاً لاختبار رخصة صيادلة أمريكا الشمالية(NAPLEX). في السابق كانت درجة بكالوريوس الصيدلة مدتها 5 سنوات في الولايات المتحدة . حالياً لخريجي بكالوريوس الصيدلة هنالك عدد قليل من الجامعات ذات ترتيب عالي والتي توفر برنامج الدكتوراه. هذه البرامج معتمدة من قبل مجلس الاعتماد لتعليم الصيدلة (ACPE) ولكنها متاحة فقط لخريجي بكالوريوس الصيدلة الحاليين والذين عندهم رخصة لممارسة مهنة الصيدلة .
لا تزال بعض المؤسسات تقدم 6 سنوات دراسة لتخصص دكتور صيدلة.
منهج تخصص دكتور صيدلة الحالي يختلف عن منهج تخصص بكالوريوس الصيدلة السابق، ويشمل الآن تحضير تعليمي سريري واسع، وتجربة خبرة سريرية في مجموعة أوسع من إعدادات الرعاية الصحية، وزيادة التركيز على ممارسة الصيدلة السريرية المتعلقة باختيار العلاج الدوائي الأمثل. ومتطلبات أن تصبح صيدلي في الولايات المتحدة تشمل: التخرج من برنامج دكتور في الصيدلة معتمد من قبل مجلس الاعتماد لتعليم الصيدلة،(ACPE)و إجراء عدد محدد من الساعات في التدريب تحت إشراف صيدلي مرخص (أي 1800 ساعة في بعض الولايات)، واجتياز اختبار رخصة صيادلة أمريكا الشمالية (NAPLEX)، واجتياز امتحان الصيدلة في القانون لولايات متعددة (MPJE).
الإقامة هي خيار مدته عادة 1-2 سنوات والإقامة مفيدة ; خصوصا للخريجين الجدد الذين ليس لديهم الخبرة الكافية بعد في رعاية المرضى ويبحثون عن التدريب التجريبي .

## أمريكا الجنوبية

### البرازيل
في البرازيل يتم الحصول على لقب الصيدلي بعد الانتهاء من الدراسات المعتمدة; في حين لم يتم تنظيم لقب دكتور صيدلة رسميا ولكن يمكن أن يستخدم ويضاف عادة إلى رخصة الخريج المهنية (الصادرة عن الصيدلية الإقليمية). وبموجب القانون، فإن الخريجين في الطب، القانون، الصيدلة، طب الأسنان والطب البيطري عند استلام رخصهم يستطيعون استخدام لقب دكتور قبل أسماءهم. في الماضي، منحت تلك الدرجات لقب الدكتوراه ومازال هذا التقليد جارياً.
تمنح العديد من الجامعات ألقاب فرعية أو زميل مشارك تتضمن اختصاصي في الكيمياء الحيوية والصيدلي الصناعي . جامعة ساو باولو University of São Paulo وغيرها قد منحت ألقاب التخصص لسنوات عديدة لطلاب الصيدلة والكيمياء الحيوية، وبما في ذلك علم السموم والتحليل السريري، والغذاء والتغذية والصيدلة الصناعية التي هي أيضا تعادل درجات مختلفة في الولايات المتحدة وأوروبا.
في حين أن بكالوريوس في الصيدلة يأخذ ما لا يقل عن 4 سنوات، يتم الانتهاء من درجة صيدلي-الكيمياء الحيوية بأربع سنوات ونصف من الدراسة بدوام كامل مع ما لا يقل عن 720 ساعة من التدريب. ويمكن للطالب اختيار الحصول على الدرجة خلال المساء ويستغرق 6 سنوات مع أخذ الدروس يوم السبت (يوم كامل) وأيضاً ما لا يقل عن 720 ساعة من التدريب.
على الرغم من أن العديد من الجامعات تمنح درجة الدكتوراه في العلوم الصيدلية أو دكتور في الصيدلة بعد الانتهاء من مناقشة البحوث المطروحة، هذه الدرجات ليست مهنية إنما تعتبر درجة دبلوم في الدراسات العليا، ولا تمنح الإذن للعمل كصيدلي .

### تشيلي
في تشيلي، يتم منح لقب صيدلي بعد الانتهاء من 10 أو 11 فصل دراسي في جامعة معتمدة . درجة صيدلي هي درجة مهنية، تمنح بعد الانتهاء من 5 سنوات من الدراسة (بكالوريوس في الصيدلة)، وبعد ذلك يجب إنهاء فترة تدريب لمدة 6 شهور في مجال تخصص الطالب (معمل أدوية، صيدلية المجتمع، صيدلية المستشفيات). يمكن للصيدلاني الحصول على درجة الماجستير في العلوم الصيدلية (ماجستير)، مدتها سنتين، أو على درجة الدكتوراه في علم الأدوية (دكتوراه)، لمدة 4 سنوات بعد الانتهاء من شهادة البكالوريوس، وهذه درجات أكاديمية للعمل في مجالات علمية أو استكشافية وليست مطلوبة للعمل في مجالات مهنية أخرى.

## الأدوار والمسؤوليات
أدوار ومسؤوليات دكتور الصيدلة المؤهل.
| الرقم | الدور                                 | الوصف |
| ----- | ------------------------------------- | --- |
| 1     | تركيب وتوزيع الأدوية                  | يقيم الصيادلة شرعية الوصفات، وأهلية التغطية، وملائمة وسلامة الدواء للمريض. |
| 2     | سلامة المرضى                          | تعزيز العلاج العقلاني للأدوية عن طريق إجراء استعراض لإستخدام الأدوية، وتحديد المشاكل المحتملة ذات الصلة بالوصفة الطبية مثل التفاعلات الدوائية، واستخدام أدوية متعددة من نفس النوع ، والحساسية المعروفة، وزيادة الجرعة أو نقصانها أو العلاج الغير المناسب ، الحصول على إذن سابق، ومراقبة الدواء، وحرائك الجرعات الدوائية ، وبرامج ضمان الجودة.      |
| 3     | تطوير البرامج السريرية                | استخدام البيانات السريرية والبحوث القائمة على البرهان لعمل برنامج لإدراة المرض. وتقييم الأدلة العلمية من أجل تحديد العقاقير المناسبة للمريض من خلال الصيدلية ولجنة تصميم العلاج وإدارة بحوث قائمة على النتائج من أجل مساعدة المرضى على تحقيق النتائج المرجوة من العلاج .                                                                           |
| 4     | التواصل مع المرضى، الواصفين والصيادلة | يساعد الواصفين على اختيار الأدوية التي من شأنها تلبية احتياجات المرضى. وتوفير وتثقيف المرضى حول تاريخ وصفاتهم الطبية . ويوفّر الصيدلاني بملف أدوية المريض وذلك من أجل معرفة التفاعلات الدوائية المحتملة أو العلاجات المزدوجة. |
| 5     | فوائد تصميم الدواء                    | تحديد ما إذا كان ينبغي استخدام الوصفات، وما إذا كان ينبغي أن يكون "مقيد" أو "مفتوح " استخدام التكلفة المشتركة للأدوية الجنيسة (غير محدودة الملكية)، الأدوية ذات الاسم التجاري، والأدوية غير الموصوفة من قبل شركة التأمين. تحديد ما إذا كان ينبغي إنشاء شبكة صيدلية "مشاركة" وما ستكون شروط ضمان الجودة. تحديد المعايير والإجراءات لاستخدام الدواء. |